# Genlisea hispidula
 Genlisea hispidula ist eine fleischfressende Art aus der Gattung der Reusenfallen (Genlisea), die 1904 von Otto Stapf erstbeschrieben wurde.

## Beschreibung
Genlisea hispidula ist eine mehrjährige, krautige Pflanze und wächst in einer bodenständigen Rosette. Die spatelförmigen, 20 bis 40, selten bis zu 50 Millimeter langen Blätter sind dunkelgrün. Die zahlreichen, unterirdisch gelegenen und gegabelten Rhizophylle erreichen eine Länge von bis zu 100 Millimetern.

### Blüten
Die aufrechten, schwach verzweigten Blütenstände sind auf der unteren Hälfte borstig behaart und zwischen 10 und 25, selten bis zu 30 cm lang. Entlang des Blütenstands stehen schuppenartige Blätter, die Hochblätter sind eiförmig-lanzettlich bis linear-lanzettlich und 2 bis 4 Millimeter lang, die kürzeren Brakteolen sind lanzettlich. Sie tragen drei bis 10 Blüten, die gelegentlich borstig behaarten Blütenstiele sind 5 bis 15 Millimeter lang. 
Das am Ansatz verwachsene, borstig behaarte Kelchblatt ist fünflappig, die einzelnen Lappen eiförmig-lanzettlich bis lanzettlich und 2 bis 4 Millimeter lang. Die Blüten können rosa, malvenfarben oder blau erscheinen. Die Oberlippe der Blütenkrone ist breit eiförmig bis kreisrund,  3,5 Millimeter hoch und 4 Millimeter breit und rückseitig behaart, die Unterlippe ist 5 Millimeter breit und 6 Millimeter lang ist schwach in drei Segmente gelappt, der 6 Millimeter lange, längliche und leicht abgewinkelte Sporn ist grün- bis gelblich und an der stumpfen Spitze borstig behaart. Der sichelförmige Staubfaden ist 1 Millimeter lang, die Ovarien kugelförmig und dicht mit borstigen Haaren besetzt. Der kurze Griffel trägt eine halbkreisförmige einlappige Narbe. Die Kapselfrüchte sind rundlich und haben einen Durchmesser von 3 bis 4 Millimeter.

## Verbreitung
Die Länder Kamerun, Zentralafrika, Kenia, Malawi, Mosambik, Nigeria, Südafrika, Tansania, Sambia und Simbabwe können die Genlisea hispidula zu ihrer einheimischen Flora zählen. Sie wächst in Mooren auf Inselbergen und Ferricreten.